# Меренештский лес
Мерене́штский лес — лесопарк, находящийся на территории Слободзейского района непризнанной Приднестровской Молдавской Республики. Находится недалеко от города Бендеры, с которым связан автобусом и теплоходом. Назван по селу Меренешты, с которым в достаточной степени перекрывается лес.
Во время Второй мировой войны здесь шли ожесточённые бои, и с тех пор в деревьях леса остались осколки. Основная часть боёв пришлась на Ясско-Кишинёвскую операцию 1944 года, когда на Суворовской горе неподалёку проходил узкий перешеек, отделявший Красную армию от Бендер. Для её взятия была применена хитрость: на двухсотлетнем тополе (самом высоком дереве леса) на окраине села Меренешты был сооружён поддельный наблюдательный пункт. Несмотря на отсутствие активности на нём и большое расстояние, пункт был практически уничтожен. С тех пор у тополя, ныне превращённого в мемориал, нет верхушки. Настоящий же пункт не пострадал.
В Меренештском лесу находятся многочисленные дома отдыха и летние лагеря, в советское время принадлежавшие предприятиям города. Несмотря на разнообразие форм и размеров, исследователь Ф. Н. Корытник писал, что они «удачно вписались в пейзаж».